# Україна (журнал)
«Україна» («Украина») — советский и украинский общенациональный еженедельный иллюстрированный журнал. Первый номер журнала вышел в 1907 году под руководством Михаила Грушевского. Центральный офис расположен в Киеве.

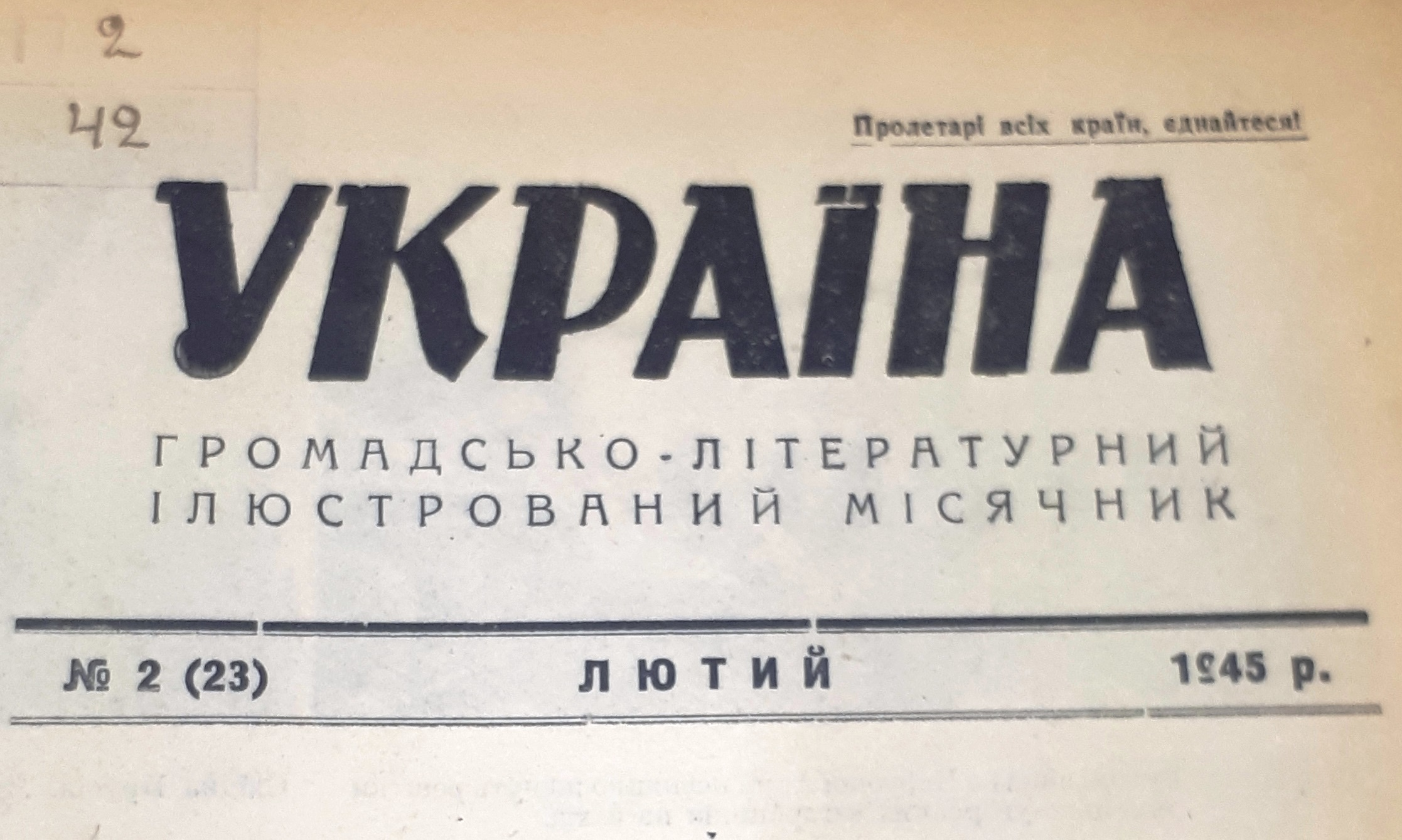
Советский журнал "Украина", 1945 г.

## История
Первый номер научного и литературно-публицистического ежемесячного журнала «Україна» вышел из печати в январе 1907 года. Издание представлялось как журнал демократически настроенной интеллигенции, ориентированной на духовное возрождение украинской нации. В начале 1930-х годов выход журнала был прекращён и только в 1941 году восстановлен. К изданию публицистически-художественного журнала были привлеченные такие яркие фигуры украинской элиты, как Александр Довженко, Василий Касиян, Павел Тычина, Дмитрий Мануильский, М. Дерегус, Максим Рыльский, Евгений Патон, Юрий Смолич, Александр Палладин, Иван Сенченко, Алексей Полторацкий и другие.
С послевоенных 1940-х и до конца 1980-х годов журнал — одно из самых популярных отечественных изданий. С 1974 года в качестве приложения к журналу выпускалось англоязычное ежеквартальное (с 1978 года — ежемесячное) издание — Ukraine.
С конца 1980-х и к началу 1990-х годов тираж журнала достигал 900 тысяч экземпляров. В дальнейшем из-за отсутствия бюджетного ассигнования, спонсорской поддержки наблюдалось значительное уменьшение тиража.
Переломным для журнала был 1998 год, когда благодаря энтузиазму редакционных работников было обеспечено его ежемесячное издание.
В январе 2004 года в жизни журнала начался новый этап. Журнал «Україна» появился в принципиально новом современном виде — изменились формат, дизайн, структура, тематическое наполнение. К каждому номеру выходит отдельное приложение «Україна плюс Політика», что по форме и стилю подачи материалов не имеет аналогов в стране.
Концепцией медиа-проекта «Україна-плюс» предусмотрен переход на новое качество и значительное увеличение тиража ежемесячника «Україна», издание многотиражных приложений «Україна-тиждень» («Украина-неделя»), «Україна плюс Музика» и других, восстановление англоязычного приложения и библиотечки журнала, создание телевизионной версии.
Возрождённая «Україна» — общенациональный ежемесячный журнал, призванный консолидировать украинское общество. Главные его отличия — незаангажированность, незаполитизированность. Новая сеть распространения журнала направлена на охват всех регионов Украины, стран СНГ, Европы, США и Канады.